# Takifugu snyderi
Takifugu snyderi es una especie de peces de la familia Tetraodontidae en el orden de los Tetraodontiformes.

## Morfología
Los machos pueden llegar alcanzar los 30 cm de longitud total.

## Hábitat
Es un pez de mar de clima subtropical.

## Distribución geográfica
Se encuentran en Asia: el Japón, el Mar Amarillo y el Mar de la China Meridional.

## Observaciones
Sus ovarios y el hígado son extremadamente tóxicos, la piel y el intestino muy tóxicos y la carne inocua o ligeramente tóxica , por la que se considera que es  venenoso para los humanos.